# Leo Cunibert Mohlberg
Leo Cunibert Mohlberg OSB (* 17. April 1878 in Efferen; † 21. Mai 1963 in Glees) war ein deutscher Benediktiner, Liturgiewissenschaftler und Bibliothekar.

## Leben und Werk
Leo Mohlberg besuchte zunächst ein Gymnasium in Köln, dann das Abteigymnasium der Benediktinerabtei Seckau. 1897 trat er als Benediktiner in die Abtei Maria Laach ein und nahm den Ordensnamen Cunibert an. Nach seiner Priesterweihe 1903 widmete er sich an der Katholischen Universität Löwen historischen Studien, die er 1911 mit einer Doktorarbeit über Radulph de Rivo, den „letzten Vertreter der altrömischen Liturgie“ abschloss. Ildefons Herwegen übertrug Mohlberg das Amt des Klosterbibliothekars. Neben der bibliothekarischen Arbeit galt sein Interesse fortan der Neubegründung der Liturgiewissenschaft. 1924 berief Giovanni Mercati Mohlberg als Bibliothekar an die Vatikanische Apostolische Bibliothek. Von 1929 wirkte er als Ordinarius für spezielle alte Kirchengeschichte am Päpstlichen Institut für Christliche Archäologie. Seit 1950 unterrichtete er zudem am Benediktinerkolleg San Anselmo.
1927 konnte ihn der damalige Direktor der Zentralbibliothek Zürich, Hermann Escher, für die Beschreibung und Katalogisierung der dortigen mittelalterlichen Handschriften gewinnen. In einem Zeitraum von 20 Jahren erschien in Lieferungen der 648 Nummern umfassende Katalog der Handschriften der Zentralbibliothek Zürich. Der Katalog galt zu seiner Zeit als Muster wissenschaftlicher Akribie und war wohl der Hauptgrund für die Verleihung der Ehrendoktorwürde durch die Universität Zürich 1958.
Romano Guardini widmete Pater Mohlberg seine Vorschule des Betens.